# جورج اوانز

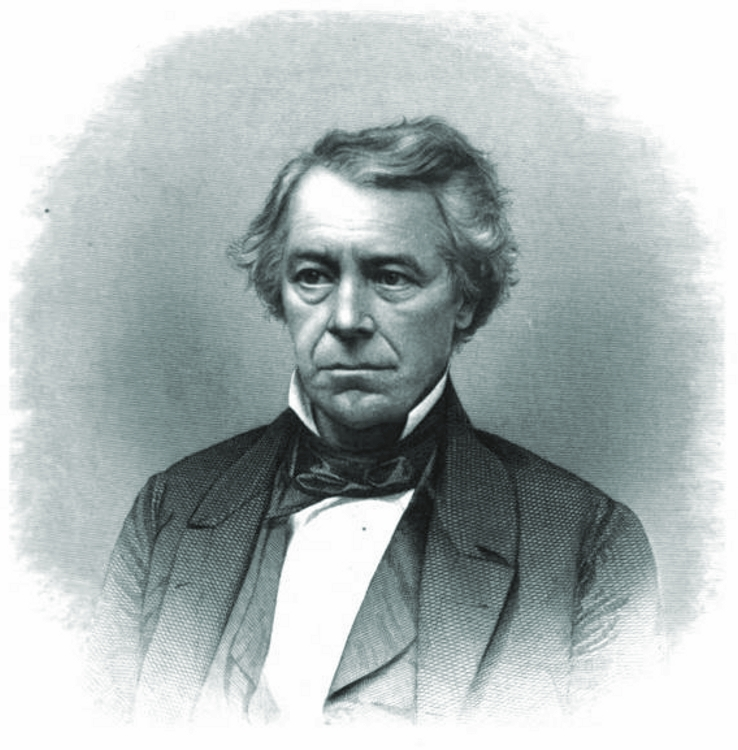
نگارهٔ جورج اوانز، سناتور اسبق اهل آمریکا

جورج اوانز (به انگلیسی: George Evans) سناتور سابق عضو حزب ویگ بود. وی در سال ۱۸۴۱ تا ۱۸۴۷ میلادی سناتور ایالت مین در سنای ایالات متحده آمریکا بود.